# Metagnoma
Metagnoma is een kevergeslacht uit de familie van de boktorren (Cerambycidae). De wetenschappelijke naam van het geslacht werd voor het eerst geldig gepubliceerd in 1925 door Aurivillius.

## Soorten
Metagnoma omvat de volgende soorten:
- Metagnoma singularis Aurivillius, 1925
- Metagnoma strandi Breuning, 1943